# Selimköy, Yenipazar
Selim là một xã thuộc huyện Yenipazar, tỉnh Bilecik, Thổ Nhĩ Kỳ. Dân số thời điểm năm 2011 là 233 người.